# Nigel Davey
Nigel Davey (Garforth, 20 giugno 1946) è un ex calciatore inglese, di ruolo difensore.

## Caratteristiche tecniche
Era un terzino sinistro.

## Carriera
Dopo aver giocato a livello giovanile nei Great Preston Juniors ed aver trascorso la stagione 1964-1965 nelle giovanili del Leeds Utd, nel 1965 viene promosso in prima squadra da Don Revie, con cui esordisce tra i professionisti nel terzo turno della Football League Cup 1965-1966, in quella che a posteriori si rivela essere anche la sua unica presenza stagionale in prima squadra in competizioni ufficiali. Nella stagione 1966-1967 non gioca invece nessuna partita ufficiale, mentre nella stagione 1967-1968 gioca le sue prime 2 partite in carriera nella prima divisione inglese; in generale, Davey rimane al Leeds United per tutta la permanenza di Don Revie (ovvero fino al termine della stagione 1973-1974), ricoprendo sempre un ruolo da riserva e partecipando come tale ai vari successi del club in questi anni: vince infatti due campionati (1968-1969 e 1973-1974), una FA Cup (1971-1972), un Charity Shield (1969), una Coppa di Lega (1967-1968) e due Coppe delle Fiere (1967-1968 e 1970-1971), il tutto superando solo in un'occasione le 10 presenze totali stagionali (nella stagione 1970-1971, in cui raggiunge quota 12 presenze in campo). Più precisamente, gioca in totale altre 12 partite nella prima divisione inglese (5 nella stagione 1969-1970 e 7 nella stagione 1970-1971), una presenza in FA Cup (nella stagione 1970-1971), un'ulteriore presenza in Coppa di Lega (nella stagione 1971-1972), 4 presenze in Coppa delle Fiere (tutte nella stagione 1970-1971) e 2 presenze in Coppa UEFA (una nella stagione 1971-1972 ed una nella stagione 1973-1974). Di conseguenza, in complessive 9 stagioni con la maglia del Leeds United raggiunge il totale di 23 presenze in competizioni ufficiali. Trascorre poi un'ultima stagione da professionista (la 1974-1975), al Rotherham Utd, club della quarta divisione inglese, con il quale però in realtà non gioca nessuna partita ufficiale; va infine a chiudere la carriera con il doppio rolo di giocatore ed allenatore al Garforth United, club semiprofessionistico della sua cittadina natale.

## Palmarès

### Club

#### Competizioni nazionali
- Campionato inglese: 2

Leeds United: 1968-1969, 1973-1974
- Coppa d'Inghilterra: 1

Leeds United: 1971-1972
- FA Charity Shield: 1

Leeds United: 1969
- Coppa di Lega inglese: 1

Leeds United: 1967-1968

#### Competizioni internazionali
- Coppa delle Fiere: 2

Leeds United: 1967-1968, 1970-1971